# Sonneur à ventre de feu
Bombina bombina
Pour les articles homonymes, voir Sonneur (homonymie).
Espèce
Synonymes
- Rana bombina Linnaeus, 1761
- Bufo igneus Laurenti, 1768
- Buffo ignicolor Lacépède, 1788
- Bufo pluvialis Daudin, 1802
- Rana cruenta Pallas, 1814 "1831"
- Bombina bombina danubialis Calinescu, 1931
- Bombina bombina var. viridis Marián, 1959
- Bombina bombina arifiyensi Özeti & Yilmaz, 1987

Statut de conservation UICN

 LC  : Préoccupation mineure
Bombina bombina, le Sonneur à ventre de feu ou Crapaud sonneur à ventre de feu, est une espèce d'amphibiens de la famille des Bombinatoridae.

## Répartition et habitat

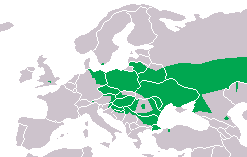
Distribution

Cette espèce se rencontre du niveau de la mer à 730 m d'altitude de l'Europe centrale à l'Oural et au Caucase,, :
- au Danemark, en Allemagne, en Autriche, Hongrie, République tchèque, Slovaquie, Pologne, Lettonie, Lituanie et Biélorussie ;
- en Slovénie, Croatie, Bosnie-Herzégovine, Serbie, Bulgarie, Roumanie, Moldavie, Grèce et dans le nord-ouest de la Turquie ;
- en Ukraine, dans le sud de la Russie européenne et dans l'extrême Ouest du Kazakhstan.

Elle a été introduite en Suède et en Angleterre. Depuis peu, c'est une espèce nouvelle de France, et plus précisément de Lorraine.
Cette espèce est principalement aquatique : elle vit dans les lacs, les mares, les marécages.

## Description

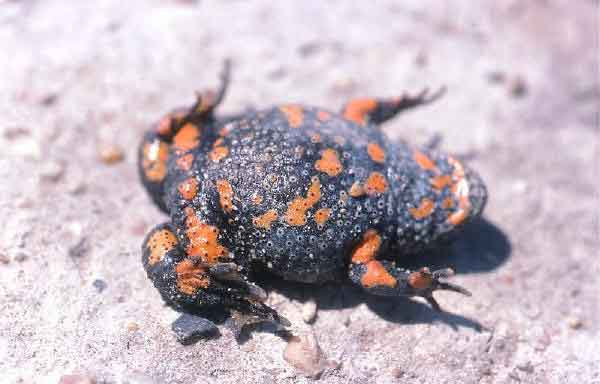
Bombina bombina

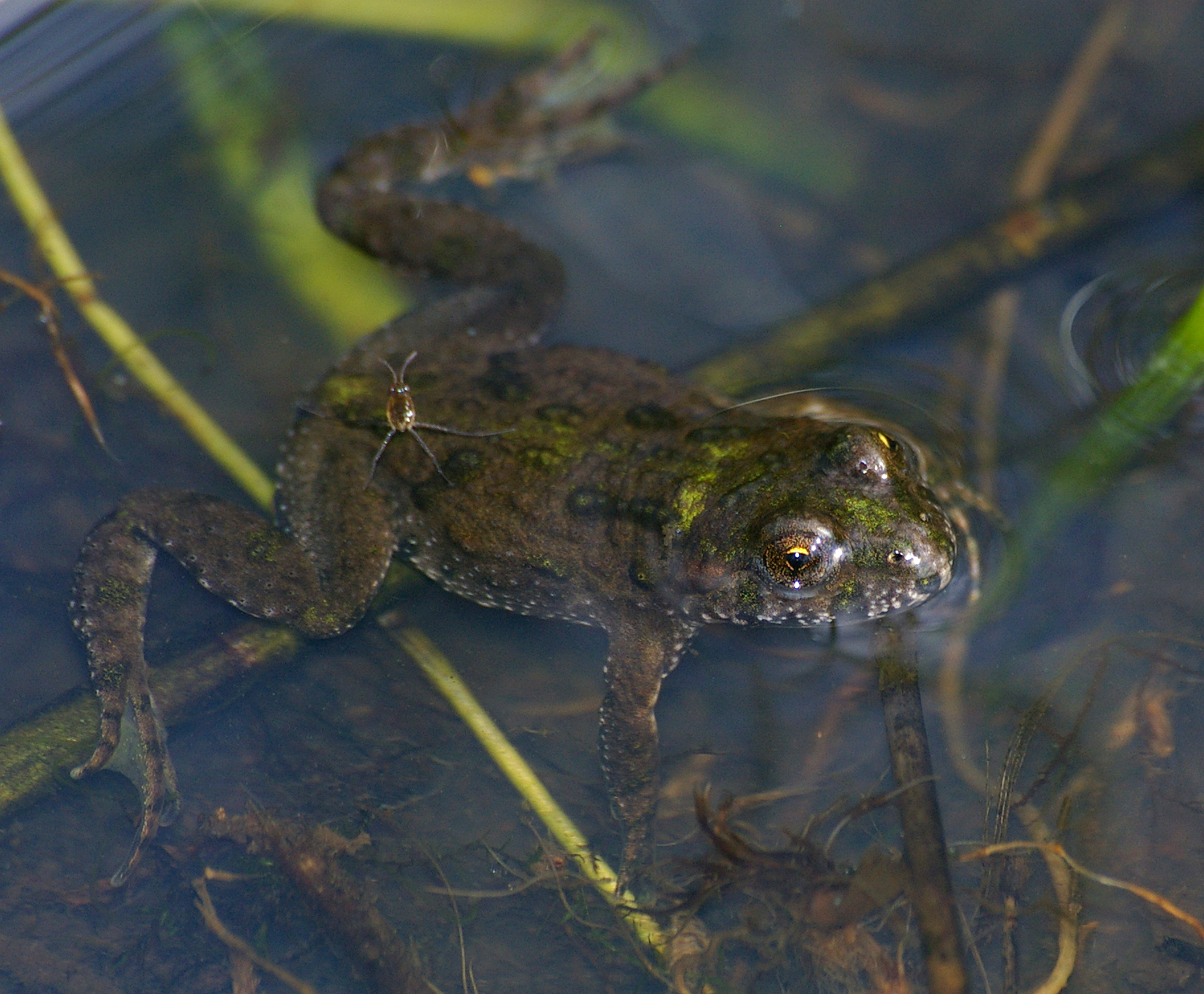
Bombina bombina

Le ventre présente des taches rouges ou orangées.
Les variations génétiques dans cette espèce ont été étudiées.

## Publication originale
- Linnaeus, 1761 : Fauna suecica sistens animalia Sueciae regni: Mammalia, Aves, Amphibia, Pisces, Insecta, Vermes. Distributa per Classes & Ordines, Genera & Species, cum Differentiis Specierum, Synonymis Auctorum, Nominibus Incolarum, Locis Natalium Descriptionibus Insectorum. Stockholm, Laurentius Salvius.